# نادي العمال
نادي العمال الرياضي هو فريق كرة قدم عراقي مقره في منطقة الإسكان ببغداد، يلعب في الدوري العراقي الدرجة الثالثة.

## التاريخ
تم تأسيس النادي عام 1978، وتمت ترقيته إلى الدوري العراقي الممتاز لأول مرة في موسم 1992-1993، بقرار من الاتحاد العراقي لكرة القدم ليحل محل نادي التجارةالذي تم استبعاده بعد 46 مباراة، معتمدًا على سجل التجارة في ذلك الوقت والذي كان 10 انتصارات، 18 تعادلاً، 18 خسارة، 39 هدفًا، 55 هدفًا استقبلت شباكه، 38 نقطة.، وفي النهاية تمكن الفريق من إنهاء الدوري في المركز 18 من أصل 24 فريقًا بعد حصوله على 59 نقطة. لعب الفريق في الدوري العراقي الممتاز لمدة ثلاثة مواسم فقط، حيث هبط إلى دوري الدرجة الأولى في نهاية موسم 1994-1995.

## روابط خارجية
- أندية العراق - تواريخ التأسيس